# Сільське господарство Танзанії

Розподіл одинадцяти сільськогосподарських культур по території Танзанії.

Сільське господарство є основною частиною Танзанійської економіки. В 2016 році в Танзанії налічувалось 44 мільйони гектарів орних земель з яких лише 33 % від цієї площі використовувалось для вирощування сільськогосподарських культур. Близько 70 % бідного населення країни проживає в сільській місцевості, і майже всі вони задіяні в сільському господарстві. Земля має велике значення у забезпеченні продовольчої безпеки країни. Основні дев'ять продовольчих культур Танзанії — кукурудза, сорго, просо, рис, пшениця, боби, маніок, картопля, банани. Більше 1 млрд. USD в іноземній валюті поступає в казну країни від продажу сільськогосподарських культур за межами країни.
6 основних товарних культур розташувалися наступним чином:
1. Кава
2. Агава сизальська
3. Горіхи кеш'ю
4. Чай
5. Бавовна
6. Тютюн

Танзанія є одним з найбільших виробників сизалю в світі.
Сільськогосподарський сектор Танзанії стикається з різними викликами і є для уряду найважливішим з пріоритетів по скороченню масштабів бідності та підвищенню продуктивності праці. Через брак фінансування і неналежної освіти для більшості фермерів сільське господарство є досить складним заняттям. Розміри фермерських господарств залишаються дуже малими, в середньому по країні близько 2,5 га.
Основні виклики сільського господарства Танзанії включають в себе відсутність агротехнічних технологій, посухи, повені та надмірні температури. Ці фактори досить сильно впливають на життєвий рівень більшості людей зайнятих у сільському господарстві країни, та створюють умови для зростання безробіття, голоду, недоїдання та захворюваності.
Зниження цін на сировинні товари привели до зменшення експортних надходжень, та дефіциту бюджету країни. Ці фактори стримують зростання валового внутрішнього продукту країни (ВВП), дохід країни від сільського господарства становить 32,4 % ВВП. 

## Ґрунти та рельєф
Танзанія має площу 945000 квадратних кілометрів (365 000 кв. миль.), разом з внутрішніми озерами, які охоплюють 6 відсотків (59 000 квадратних кілометрів (23 000 кв. миль)), Більшість озер знаходяться у великій Рифтовій долині що проходить з півночі на південь країни. В Танзанії знаходиться найвища точка Африки, гора Кіліманджаро, і найнижча точка на континенті, озеро Танганьїка.
Типи ґрунтів істотно розрізняються по всій країні. Існує шість основних типів ґрунтів, які розташовані в країні наступним чином:
1. Вулканічні ґрунти: переважно в північних високогірних районах.
2. Піщані ґрунти: переважно в прибережних районах і використовуються в основному для випасу.
3. Гранітно-Гнейсові ґрунти: переважно в північних регіонах Мванза і Табора.
4. Червоні ґрунти: переважно на центральному плато, у тому числі Додома регіоні.
5. Залізнисті ґрунти: переважно у західних областях, таких як Кагера і Кігома.
6. Вертісолі: чорні глинисті ґрунти, поширені по всій країні.

## Товарні культури

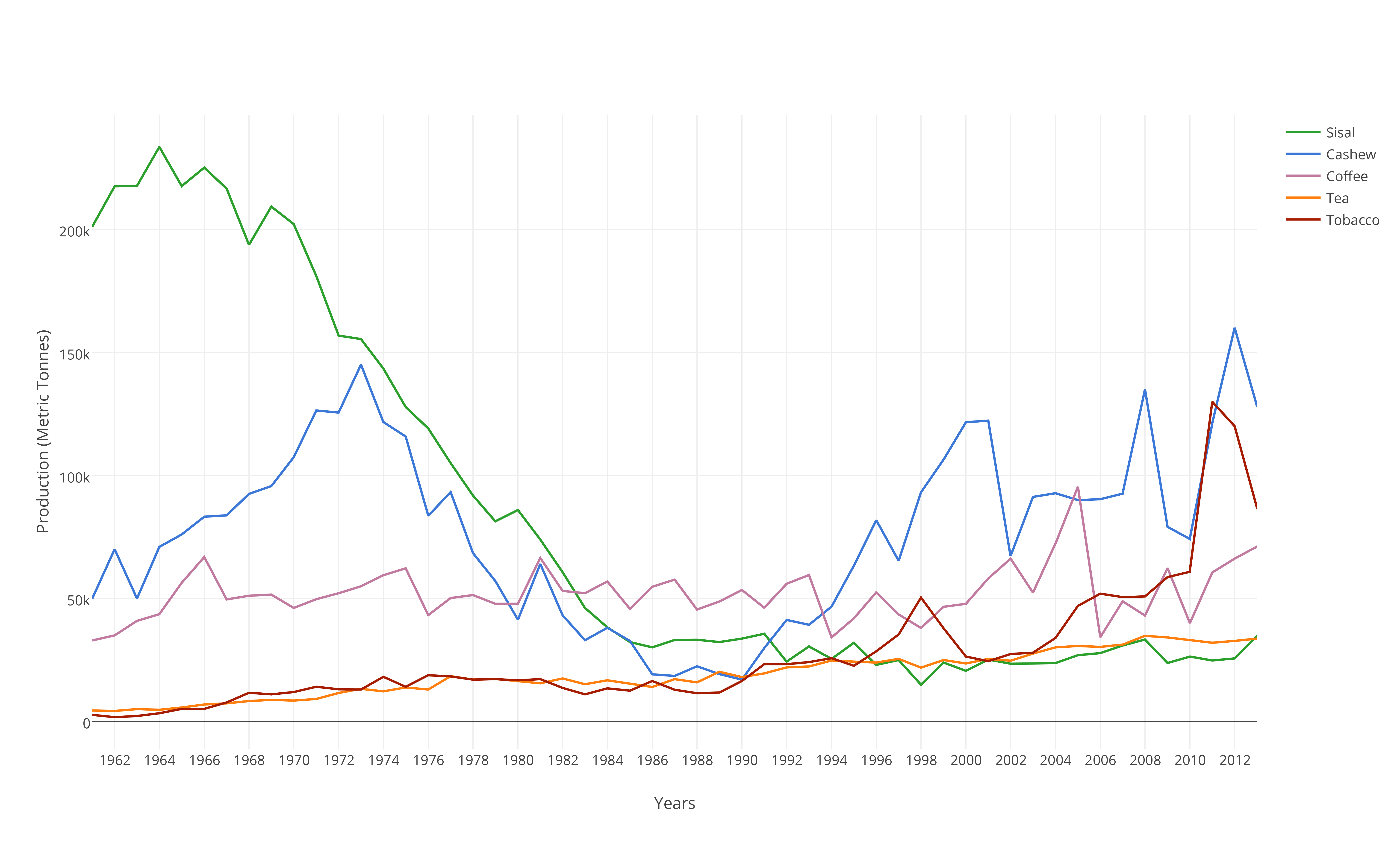
Готівковий вихід товарних культури з моменту здобуття незалежності

### Виробництво кави
Кава вирощується у великих масштабах на плантаціях, та дрібних фермерських господарствах, яких налічується близько 400 000. Починаючи з колоніальних часів кава є однією з основних експортних культур, заробляючи на продажі кави більше 17 % іноземної валюти. В Танзанії вирощується в основному арабіка, але в невеликих фермерських господарствах регіону Кагера зростає  Уджамала так і процесу зниження світових цін на цю культуру. В останні роки уряд намагається лібералізувати цей сектор економіки щоб стимулювати зростання та збільшення експортної виручки.

### Виробництво кеш'ю
Вирощування горіха кеш'ю в Танзанії почалася в кінці  в 1950-х років. У 2012 році в Танзанія була восьмою країною в світі по виробництву кеш'ю і четвертою в Африці. Але від поганого регулювання та відсутності надійних виплат фермерам це виробництво страждає. Кеш'ю росте у південних районах країни, таких як, Мтвара і Лінді. В країні недостатні виробничі потужності по переробці горіхів. Більше 90 відсотків горіхів експортується в необробленому вигляді, переважно в Індію для переробки. Уряд намагається знайти потенційних інвесторів для відродження переробної промисловості.

## Продовольчі культури
На даний момент в Танзанії вирощуються 8 основних продовольчих культур
1. Кукурудза
2. Сорго
3. пшоно
4. Рис
5. Пшениця
6. Квасоля
7. Маніок
8. Картопля

## Фрукти в Танзанії
Основні фрукти Танзанії — банани.

## Статистика

### Основна сільськогосподарська продукція

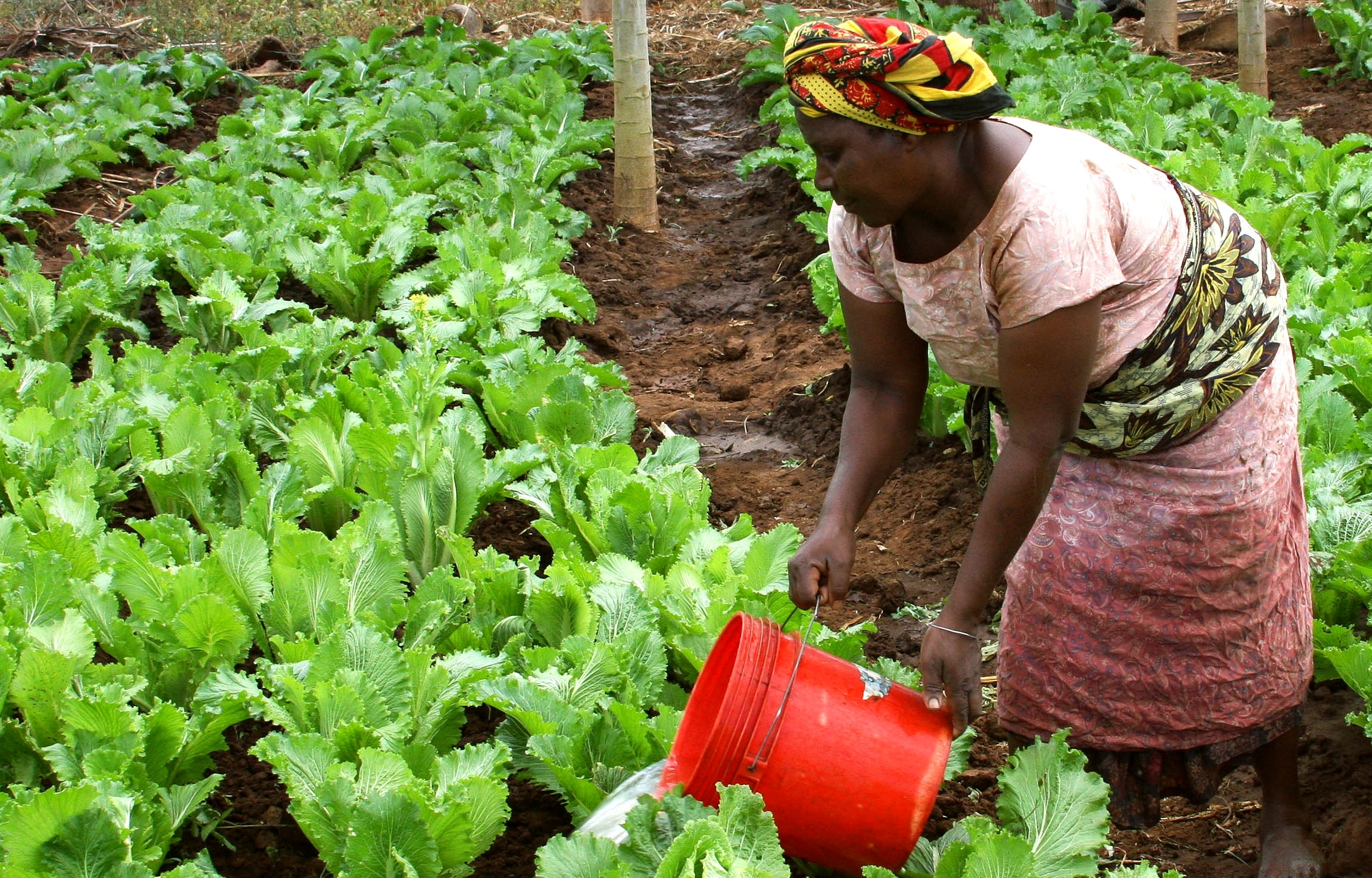
Жінка вручну поливає посіви.

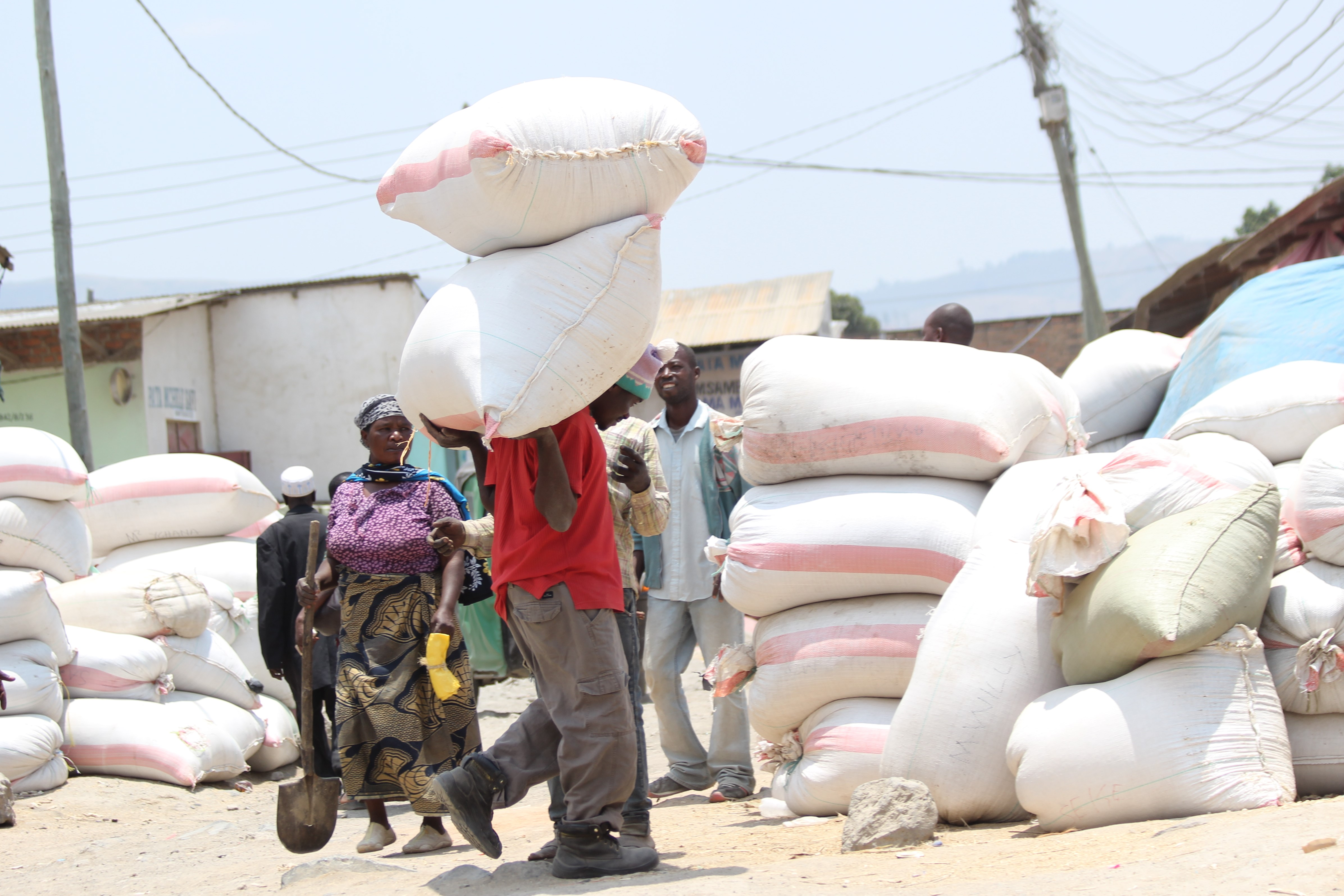
Чоловік, який переносить мішки рису вручну.

Десять прибуткових культур рослинництва в 2013 році, які повідомила Продовольча і Сільськогосподарська Організація при Організації Об'єднаних Націй в таблиці нижче:
| Кількість    | Продовольчих Культур | Збиральна Площа | Прибутковість ХГ/Га | Виробництво, 1000 тонн |
| ------------ | -------------------- | --------------- | ------------------- | ---------------------- |
| 1            | Маніок               | 950,000         | 56,842              | 5,400                  |
| 2            | Кукурудза            | 4,000,000       | 11,750              | 4,700                  |
| 3            | Солодка Картопля     | 675,000         | 45,926              | 3,100                  |
| 4            | Цукрова Тростина     | 30,000          | 1,000,000           | 3,000                  |
| 5            | Рис,                 | 900,000         | 20,889              | 1,880                  |
| 6            | Картопля             | 175,000         | 74,286              | 1,300                  |
| 7            | Боби,                | 1,300,000       | 8,846               | 1,150                  |
| 8            | Насіння соняшника    | 810,000         | 13,370              | 1,083                  |
| 9            | Сорго                | 900,000         | 9,444               | 850                    |
| 10           | Арахіс в стручках    | 740,000         | 10,608              | 785                    |
| Джерело: ФАО |                      |                 |                     |                        |